# Acoustica
Acoustica — четвёртый концертный альбом группы Scorpions, выпущен в мае 2001 года.

## Об альбоме
Acoustica записан в Лиссабоне.
В комментариях на DVD Клаус Майне говорит, что это было одним из самых необычных выступлений группы — с женским бэк-вокалом, перкуссионистом, дополнительным гитаристом и Кристианом Колоновитцем (участвовавшим в аранжировке альбома Moment of Glory) за клавишными.
Scorpions представили четыре новые песни — «Life Is Too Short», «Back to You», «I Wanted to Cry» и «When Love Kills Love», выпущенная синглом; однако «Back to You» отсутствует на CD-релизе. На Acoustica также присутствуют кавер-версии «Drive» The Cars, «Dust in the Wind» Kansas, «Love of My Life» Queen.

## Список композиций
| №   | Название                                        | Автор(ы)                       | Длительность |
| --- | ----------------------------------------------- | ------------------------------ | ------------ |
| 1.  | «The Zoo»                                       | Рудольф Шенкер, Клаус Майне    | 5:49         |
| 2.  | «Always Somewhere»                              | Шенкер, Майне                  | 4:10         |
| 3.  | «Life Is Too Short»                             | Шенкер, Майне                  | 5:18         |
| 4.  | «Holiday»                                       | Шенкер, Майне                  | 5:55         |
| 5.  | «You and I»                                     | Майне                          | 5:19         |
| 6.  | «When Love Kills Love»                          | Шенкер, Майне                  | 4:53         |
| 7.  | «Dust in the Wind»                              | Керри Ливгрен                  | 3:49         |
| 8.  | «Send Me an Angel»                              | Шенкер, Майне                  | 5:24         |
| 9.  | «Catch Your Train»                              | Шенкер, Майне                  | 3:36         |
| 10. | «I Wanted to Cry (But the Tears Wouldn’t Come)» | Шенкер, Майне                  | 3:47         |
| 11. | «Wind of Change»                                | Майне                          | 5:34         |
| 12. | «Love of My Life»                               | Фредди Меркьюри                | 2:26         |
| 13. | «Drive»                                         | Рик Окасек                     | 4:00         |
| 14. | «Still Loving You»                              | Шенкер, Майне                  | 5:45         |
| 15. | «Hurricane 2001»                                | Шенкер, Майне, Герман Раребелл | 4:35         |

| №   | Название                                        | Автор(ы)                       | Длительность |
| --- | ----------------------------------------------- | ------------------------------ | ------------ |
| 1.  | «Loving You Sunday Morning»                     | Рудольф Шенкер, Клаус Майне    | 5:24         |
| 2.  | «Is There Anybody There»                        | Шенкер, Майне                  | 4:39         |
| 3.  | «The Zoo»                                       | Шенкер, Майне                  | 7:15         |
| 4.  | «Always Somewhere»                              | Шенкер, Майне                  | 5:26         |
| 5.  | «Life Is Too Short»                             | Шенкер, Майне                  | 6:32         |
| 6.  | «Holiday»                                       | Шенкер, Майне                  | 6:02         |
| 7.  | «You and I»                                     | Майне                          | 5:23         |
| 8.  | «When Love Kills Love»                          | Шенкер, Майне                  | 5:10         |
| 9.  | «Tease Me Please Me»                            | Шенкер, Майне                  | 5:21         |
| 10. | «Dust in the Wind»                              | Керри Ливгрен                  | 4:01         |
| 11. | «Send Me an Angel»                              | Шенкер, Майне                  | 5:55         |
| 12. | «Under the Same Sun»                            | Шенкер, Майне                  | 5:25         |
| 13. | «Rhythm of Love»                                | Шенкер, Майне                  | 5:22         |
| 14. | «Back To You»                                   | Шенкер, Майне                  | 4:57         |
| 15. | «Catch Your Train»                              | Шенкер, Майне                  | 3:50         |
| 16. | «I Wanted to Cry (But the Tears Wouldn’t Come)» | Шенкер, Майне                  | 4:07         |
| 17. | «Hurricane 2001»                                | Шенкер, Майне, Герман Раребелл | 4:39         |
| 18. | «Wind of Change»                                | Майне                          | 6:56         |
| 19. | «Love of My Life»                               | Фредди Меркьюри                | 3:00         |
| 20. | «Drive»                                         | Рик Окасек                     | 4:10         |
| 21. | «Still Loving You»                              | Шенкер, Майне                  | 5:45         |